# خورخي إدواردو سانشيز
خورخي إدواردو سانشيز (بالإسبانية: Jorge Sánchez Ramos) هو لاعب كرة قدم مكسيكي، ولد في 10 ديسمبر 1997 في توريون في المكسيك. لعب مع نادي أمريكا.

## مسيرته الكروية
لعب خورخي إدواردو سانشيز خلال مسيرته الاحترافية مع ناديين في أربعة مواسم وسجل خلالها هدفًا واحدًا ضمن 72 مباراة. ولم يفز بأي موسم بالكأس وفاز في موسمين بالدوري.
خاض خورخي إدواردو سانشيز مسيرته مع نادي سانتوس لاغونا في موسم 2016–17 ولمدة موسمين، مشاركًا في 29 مباراة ولم يسجل أي هدف. ثم انتقل إلى نادي أمريكا في موسم 2018–19 ولمدة موسمين، حيث شارك في 43 مباراة سجل خلالها هدفًا واحدًا.

## وصلات خارجية
- خورخي إدواردو سانشيز على موقع الاتحاد الأوربي (الإنجليزية)
- خورخي إدواردو سانشيز على موقع قاعدة بيانات كرة القدم.إي يو (الإنجليزية)
- خورخي إدواردو سانشيز على موقع ناشيونال فوتبول تيمز (الإنجليزية)
- خورخي إدواردو سانشيز على موقع Soccerway.com (الإنجليزية)
- خورخي إدواردو سانشيز على موقع عالم كرة القدم.نت (الإنجليزية)
- خورخي إدواردو سانشيز على موقع أوليمبيديا (الإنجليزية)
- خورخي إدواردو سانشيز على موقع AS.com (الإسبانية)